# パブロ・オルテガ
パブロ・オルテガ・サリナス（Pablo J. Ortega Salinas, 1976年11月7日 - ）は、、メキシコ合衆国出身のプロ野球選手（投手）。右投右打。現在はメキシカンリーグのキンタナロー・タイガース所属。

## 経歴
2006年3月に開催された第1回ワールド・ベースボール・クラシック(WBC)のメキシコ代表に選出された。
2009年3月に開催された第2回WBCのメキシコ代表で選出され、2大会連続2度目の選出を果たした。

## 詳細情報

### 代表歴
- 2003年パンアメリカン競技大会野球メキシコ代表
- 2006 ワールド・ベースボール・クラシック・メキシコ代表
- 2009 ワールド・ベースボール・クラシック・メキシコ代表